# 李嘉誠基金會
李嘉誠基金會是於1980年創立的慈善組織。主要專注於支持教育及醫療項目。李嘉誠視基金會為其「第三個兒子」，至今已捐出總款逾300億港元，其中約80%項目在大中華地區。 

## 捐款歷史

### 教育
1981年成立的汕頭大學，是中華人民共和國教育部、廣東省人民政府、李嘉誠基金會三方共建的綜合性大學，也是中國唯一私人資助的公立大學。 多年來，李嘉誠基金會不但資助汕頭大學的日常營運，設立獎學金，更多番促成汕大跟多間國際學府合作，包括：
- 1998年跟香港中文大學合作，於汕大建立眼科中心 [8]；
- 2001年成立汕頭大學醫學院､香港大學醫學院聯合流感研究中心，其後於 2016年發展成汕頭大學．香港大學聯合病毒學研究所[9]；
- 2010年促成加拿大亞伯達大學醫學及牙科學院跟汕頭大學醫學院合辦博士學位課程[10]；
- 2013年促成加拿大麥基爾大學（McGill University）跟汕頭大學的交流[11]；
- 2013年出資予以色列理工學院，讓該校跟汕頭大學聯合創辦「廣東以色列理工學院」[12]等等。

1998年，中華人民共和國教育部和李嘉诚基金会合作成立「長江學者獎勵計劃」。
1999年，李嘉誠基金會捐款四千多萬港元予香港公開大學（現「香港都會大學」），為當時該校歷來最高金額之個人捐款。該校其後把其持續及社區教育中心易名為「李嘉誠專業進修學院」，以表謝意。
2001年，李嘉誠基金會捐贈一億港元予香港理工大學，為該校創校以來獲得最大金額個別捐款。理工大學校董會議決把全校最高的大樓命名為「李嘉誠樓」，表彰其貢獻。
2001年，李嘉誠基金會聯同長江實業、和記黃埔宣佈捐款三億港元，支持中央政府全面開發大西北，以「李嘉誠基金會西部教育計劃」推動中國西部12個省區的教育及醫療發展，包括新疆、甘肅、青海、四川、重慶、貴州、廣西等。至2004年，完成一萬個中小學教學示範點的建設工作計劃其他近四十個項目，包括十四所大學網路建設工程、高校訪問學者交流、少數民族大學生獎學金、大學基建項和科研、醫療扶貧等等。
2002年，李嘉誠基金會聯同和記黃埔，捐款1,950萬新加坡元予新加坡管理大學，為新加坡歷來最大筆之高等教育機構捐款。有關款項用以資助建立新校園圖書館及成立獎學金。該校因而將圖書館命名為「李嘉誠圖書館」，以表謝意。新加坡管理大學是當地首間政府資助創辦的私立大學，因應李嘉誠基金會之捐款，新加坡政府也配對額外資助多5,850萬新加坡元予該校。
2005年，李嘉誠基金會捐款4,000萬美元予美國加州柏克萊大學，成立生物醫學和健康科學研究中心，集中四大科研領域：癌症生物學、傳染病學、基因調控、幹細胞學及神經退化性疾病學。為表謝意，該校將研究中心命名為「李嘉誠生物醫學和健康科學研究中心」。 
2005年，李嘉誠基金會捐款一億港元予香港中文大學醫學院，成立「李嘉誠健康科學研究所」，並且成立「李嘉誠講座教授席」。分子生物學家盧煜明獲委任為李嘉誠健康科學研究所首任所長，並出任首任李嘉誠講座教授。 
2005年，李嘉誠基金會捐款10億港元予香港大學。為表謝意，港大校務委員會一致決定將港大醫學院命名為香港大學李嘉誠醫學院。港大表示，有關決定得到醫學院同仁及教務委員會的支持。 不過，命名一事，一度受部份校友反對。其後，時任校長徐立之強調，醫學院的命名是經醫學院及校方詳細討論下得出的成果。
2005年，李嘉誠基金會捐款2,500萬加元予加拿大多倫多大學附屬醫院聖米高醫院，成立「李嘉誠知識研究院」，為聖米高醫院歷來收到最高額單一捐款。李嘉誠知識研究院集中四方面研究，包括危重病學、巿內衞生、全球健康和預防慢性疾病。
2008年，李嘉誠基金會捐款予美國史丹福大學醫學院，成立創新知識研究中心，為基金會與史丹福大學合作的第三個主要項目。為表謝意，史丹福大學把該中心命名為李嘉誠知識研究中心 （页面存档备份，存于）。該中心於2008年奠基，其後於2010年落成啟用。史丹福大學沒有透露個別捐贊者的捐款金額，基金會因而亦未公開具體金額。  
2013年，李嘉誠基金會捐款2,000萬英鎊予英國牛津大學，成立全球首個大數據研究中心，聚焦醫學數據分析，名為「李嘉誠健康資訊及研發中心」。中心分兩期建造，第一期於2013年揭幕，由李嘉誠和英國時任首相卡梅倫主持揭幕典禮；第二期於2017年啟用，開幕典禮出席者包括李嘉誠、英國時任財長夏文達及牛津大學時任校監彭定康勳爵。 
2020年，李嘉誠基金會捐款1.7億港元予香港大學李嘉誠醫學院、香港中文大學醫學院、香港科技大學、香港教育大學，支持多個創新科研項目，包括於港大成立「低溫電子顯微設施研究中心」、助中大增設生物化學研究儀器及系統、助科大發展合成生物學科研，以及助教大引入全港首個終端AI教材等。 
2021年，李嘉誠基金會捐款3,000萬港元予香港中文大學李嘉誠健康科學研究所，以改善硬件設備。  

### 醫療
2001年，李嘉誠基金會捐款1,500萬元給中國15家重點醫院，設辦免費寧養善終服務。
2003年，香港非典型肺炎疫情其間，李嘉誠基金會向全港醫護人員捐出100萬個由美國訂購的「金山橙」，足夠供應全港5萬名醫護人員享用20日。 李嘉誠基金會亦聯同和記環球電訊、長江實業為瑪嘉烈醫院、黃大仙醫院捐出50部電腦，並鋪設光纖寬頻網絡，支援醫院為病人和家屬以視像電話探病。
自2008年起，李嘉誠基金會展開「重生行動」，為中國內地貧困家庭的唇顎裂兒童免費施手術治療，提供口語康復訓練，並且涵蓋病人就醫時之食宿費、來回路費。該項目由基金會捐款一億元人民幣，並獲中國民政部等額配對撥款而推行。2011年，基金會更在重生行動的基礎上，增設「貧困家庭頜面缺損患者醫療資助計劃」，幫忙更多有需要的人。
2019年，李嘉誠基金會分兩期捐出共2.1億港元，跟醫院管理局、香港大學及香港中文大學的醫學院合作，推出「愛能助」及「愛能助II」計劃，為政府資助未能涵蓋卻急需診治的「夾心基層」病人提供經濟支援，以及支援提供服務的社福機構，受惠者主要為接受心臟手術人士、視障、傷健人士、自閉症兒童、長者及基層家庭等。計劃亦包括發放獎勵金予首兩屆香港大學李嘉誠醫學院畢業生，鼓勵醫學畢業生留港服務。  
2020年，新冠肺炎疫情期間，李嘉誠基金會透過中聯辦脤災專戶，捐款一億港元，支援武漢抗疫。 2月，基金會購入25萬個口罩派給香港的社福機構及長者院舍，並且捐贈N95 口罩和保護衣予醫護人員。
2021年至2022年，李嘉誠基金會分三期捐款共6,000萬港元予香港寶血醫院，推出「全膝關節置換手術」資助計劃，為受膝痛困擾、於公立醫院輪候多時而無法支付私家醫院費用之病人，於該院更換人工關節，截至2022年7月，有超過730人受惠。 
2022年，新冠肺炎疫情仍彌漫於香港，為紓緩公營醫療系統壓力，李嘉誠基金會捐款5,000萬港元，支援私家醫院接收公立醫院非染疫病人，參與的私家醫院包括養和醫院、港怡醫院、中文大學醫院、聖德肋撒醫院、寶血醫院。基金會另捐出500萬港元予六間護理安老院抗疫及應急。    
2022年，李嘉誠基金會捐款1.5億港元予中文大學醫學院，支持生物醫學科研及促進科研成果轉移。有關捐款讓中大得到等額配對，以成立一項價值港幣三億元的基金。中大醫學院其後推出「至臻至美」計劃。 
2022年，李嘉誠基金會捐款500萬港元予香港護理專科學院，支持其擴充會址及進一步提供專科培訓課程。

### 賑災
2003年7月，淮河流域暴雨成災，同期，雲南發生 6.2 級地震。李嘉誠基金會捐出2,100公噸優質大米振災，由基金會人員親自付運，惠及安徵和雲南100萬災民。是次捐贈大米產自黑龍江齊齊哈爾。
2004年底南亞海嘯，李嘉誠基金會聯同和黃捐出2,400萬港元賑災。
2005 年，喀什米爾發生大地震，震央位於巴基斯坦控制地區，災情嚴重。李嘉誠基金會聯同和記黃埔合共捐出50萬美元脤災，當中李嘉誠基金會出資三分之一，和記黃埔出資三分之二。
2008年，四川汶川發生強烈地震，傷亡慘重。李嘉誠基金會聯同長江集團、和記黃埔分三階段合共捐出1.3億元人民幣脤災。其中包括為災民免費提供義肢和輪椅。
2009年，颱風莫拉克吹襲台灣南部，傷亡慘重，李嘉誠基金會捐款新台幣一億元賑災，善款交由台灣紅十字會處理。
2020年，油麻地廣東道唐樓發生奪命大火，7死11傷，受難者主要為尼泊爾人。李嘉誠基金會緊急撥款300萬港元予死傷者家屬，幫助他們渡過難關。
2021年，河南連場暴水雨引發嚴重水災，李嘉誠基金會透過香港中聯辦專戶捐款2,000萬港元賑災。

### 其他
1998年，李嘉誠基金會出資3,000萬港元，資助香港首間政府資助的長者護養院。整項工程耗資逾8,000萬港元，除了李嘉誠基金會資助，也獲政府獎券基金撥款。護養院於8月開幕，名為「佛教李莊月明護養院 （页面存档备份，存于）」。 
2010年，香港政府宣佈成立慈善信托基金「關愛基金」，由政府注資50億港元，並向商界籌募50億港元。消息公佈後，李嘉誠基金會及長和系集團即分別捐出2.5億港元。
2010年，李嘉誠基金會撥款3億港元策劃「香港仁 愛香港」公益行動，其中「Love Ideas, Love HK 集思公益計劃」公開收集項目計劃書，性質涵蓋教育、醫療、文化、公益等各類服務對象，期後舉行公眾投票，得票頭25％的項目獲基金會撥款資助，個人申請者資助額上限為25,000港元，機構每個項目的資助額則介乎25,000至30萬港元不等。
2015年，由李嘉誠基金會以逾15億港元全資興建的慈山寺，正式開放予公眾參訪。慈山寺自2003年起計劃興建，位於大埔八仙嶺下，以漢傳佛教為本。慈山寺由買地、建造以至行政開支，全數由李嘉誠基金會承擔。截至2025年中，李嘉誠基金會已向慈山寺捐款逾35億港元。
2019年，李嘉誠基金會捐款10億港元推出「應急錢」計劃，支援香港中小型企業，包括食肆、零售店舖、旅遊業者、持牌小販。 整個計劃由構思到發放資助金額，在兩個月完成，當中包括在三星期內處理了4.3萬宗申請。
2019年起，李嘉誠基金會多次捐款予上海小白鴿舞蹈團。據報導，2019年，舞蹈團老師帶學生到日本進行舞蹈比賽期間，在北海道機場偶遇李嘉誠，李嘉誠跟小朋友互相禮讓使用扶手電梯，其後又在同一地點地點候車、聊天。舞蹈團其後收到基金會贊助經費。  
2020年，兩位曾獲李嘉誠基金會支持的科學家獲諾貝爾獎，包括獲諾貝爾化學獎的杜德納（Jennifer Doudna），以及諾貝爾醫學獎的霍頓（Michael Houghton）。杜德納研究基因編輯，為美國加州柏克萊大學李嘉誠生物醫學與健康科學講座教授。霍頓為加拿大亞伯達大學李嘉誠病毒學講座教授，因找出診斷丙型肝炎病毒的方法而獲嘉許。 基金會其後更向霍頓團隊中未獲諾貝爾獎的兩位學者，分別是來自新加坡的朱桂霖及來自台灣的郭勁宏，贈予與霍頓所獲諾貝爾獎金等值的38 萬美元以示支持。
由團結香港基金成立的香港地方志中心出版的《香港志》，計劃出版66卷目，預算經費7.8億港元。截至2020年底，已籌募到三分一經費，李嘉誠基金會為其中一間贊助的慈善機構，贊助金額為500萬港元。
2021年起，李嘉誠基金會支持香港公益金的「公益金及時抗疫基金」，市民每向公益金捐出1元（港元，下同），李嘉誠基金會及長江集團就分別等額捐款，即$1+$1+$1=$3。相關項目其後涵蓋「公益金及時醫療援助基金」及「公益金及時雨基金」。
2021年，李嘉誠基金會向全香港 97,000 位醫院管理局員工派發心意卡，感謝他們守護香港人的健康。每張心意卡可到香港各百佳超級市場換取價值港幣200元的現金券。
2021年，新冠肺炎疫情期間，為鼓勵市民接種疫苗，李嘉誠基金會聯同長和、長實推出大抽獎，送出總值2,000萬元禮券，可用於同系旗下所有品牌，包括購買長實一手物業；於百佳、屈臣氏、屈臣氏酒窖、豐澤、3香港、Hutchgo旅遊網站及生活易網上商店購買產品及服務；繳付酒店住宿餐飲消費、港燈的電費等。
2022年，惜食堂因新冠肺炎疫情難以維持運作，李嘉誠基金會迅速撥出400 萬港元，支援惜食堂繼續為長者和基層人士提供免費飯餐。

## 財務
2005年1月，李嘉誠以12億加元悉數出售持有的加拿大帝國商業銀行 17,008,928 股份，約佔該銀行4.9%股權，每股作價70加元，並且成立以加拿大多倫多為基地的李嘉誠（加拿大）基金會。
2005年8月，李嘉誠基金會透過 RBS CHINA 以7.5億美元入股中國銀行，並在2009年減持了其中的20億股。
2010年，李嘉誠基金會聯同長江基建及香港電燈合作以總代價700億元收購EDF英國電網。
2021年，李嘉誠基金會以 170 億港元，出售持有的四家歐洲基建公司股權予長江實業，涉及項目包括UK Power Networks 及Northumbrian Water 各20％，以及Dutch Enviro Energy及Wales & West Utilities各10% 股權。

## 外部連結
- 李嘉誠基金會 （页面存档备份，存于）